# Віялохвіст білогорлий
Віялохвіст білогорлий (Polyplectron schleiermacheri) — вид куроподібних птахів родини фазанових (Phasianidae). Видова назва schleiermacheri присвячена міністру фінансів Німеччини Генріху Августу Шлеєрмахеру.

## Поширення
Ендемік Калімантану. Мешкає в низинних рівнинах і низинних двокрилих лісах на помірно родючих ґрунтах, ймовірно, уникаючи більш вологих субстратів у болотистих лісах або біля водойм.

## Опис
Тіло самця завдовжки приблизно 50 см (з яких 19-20 см займає хвіст); самиця приблизно 35,5 см завдовжки (з них 15,5-18 см хвоста).
Самець характеризується загалом коричнево-коричневим кольором оперення, яке має тенденцію тьмяніти до світло-червоного у верхній частині. На маківці має короткий темно-сірий гребінь з фіолетовими переливами, який можна підняти під час шлюбних ритуалів; навколо очних кіл є ділянка червоно-помаранчевої оголеної шкіри; вушні раковини чорні або дуже темно-сірі; від чистого білого горла йде біла смуга, яка спускається до нижньої частини грудей, візуально розділяючи її на дві синювато-зелені частини; живіт чорний. На крилах і верхній частині тіла виділяються численні синьо-зелені очні плями з фіолетовими переливами. Хвіст, який має дещо світліше забарвлення, ніж тіло, складається приблизно з 24 кермових пір'їн, поцяткованих темно-коричневим і чорним кольором, з яких перші 10 коротших мають по 2 яскравих зелено-блакитних вічка овальної форми на кожному пері, а решта характеризуються одним великим вушком, за винятком центральної пари, які мають два. Райдужна оболонка блакитно-сіра, дзьоб і ноги сірі, лапки оснащені двома або більше шпорами.
Самиця дуже схожа на самця, але загалом має простіший і чорно-забарвлений колір лівреї з рідкісними очками, які не чітко визначені або майже відсутні, часто замінені темними плямами неправильної форми. Хвіст складається з кермових, грубо перегороджених чорним кольором. Райдужка темно-коричнева, оголена шкіра навколо очних кілець темно-помаранчева, а дзьоб і ноги сірі; шпори відсутні або виражені лише мінімально.

## Спосіб життя
Харчується в основному комахами та дрібними хребетними, але доповнює свій раціон невеликою кількістю трав, різноманітного насіння, пагонів, ніжного листя, квітів і бутонів, бруньок, фруктів і ягід.